# Rudy Schneyder

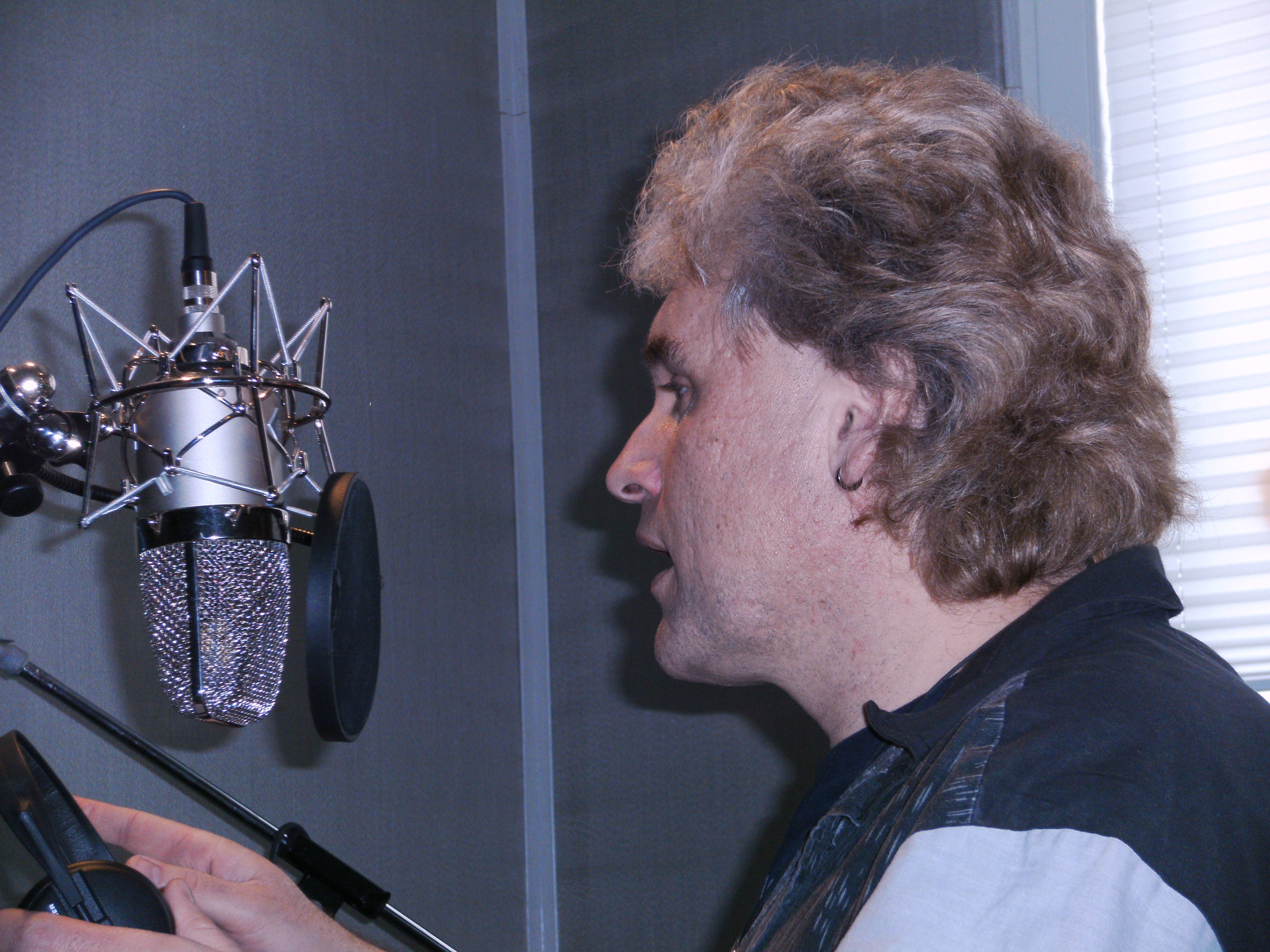
Rudy Schneyder im Studio 2010

Rudy Schneyder (bürgerlich Rudolf Johann Schneider) (* 16. September 1966 in Schwarzach (Niederbayern)) ist ein deutscher Sänger, Gitarrist und Unterhaltungskünstler.

## Leben und Wirken
Schon in der Volksschule jodelte er im Unterricht. Im Alter von neun Jahren stand er das erste Mal auf der Bühne. Im Bierzelt seines Heimatortes hatte er mit dem Titel Das Kufsteiner Lied seinen ersten öffentlichen Auftritt mit einer Blaskapelle. Ein Schlüsselerlebnis war ein Auftritt in dem Tanzcafé „Zur Lacke“. Er wurde ohne Probe von der Band Blue Diamonds überraschend auf die Bühne geholt. Danach war er mit einigen Bands live unterwegs.
Er bewarb sich 1991 beim WDR für die Fernsehsendung von Rudi Carrell mit einem Demoband. Aus 700 Bewerbern wurde er zum Vorsingen vom WDR geladen. Nach dem Casting wurde er aus den letzten 30 Bewerbern ausgesucht. Am 6. Dezember 1991 vor über 23 Millionen Zuschauer begann mit einem Auftritt und dem Titel Appenzeller-Jodler in der Rudi Carrell Show bei der ARD seine Gesangskarriere.
Er wurde mit dem Titel König der Jodler bekannt. Sein Debütalbum Grüß mir die Berge erschien 1991 bei Polysound. Seinen ersten Schallplattenvertrag unterschrieb er 1993 bei SPV in Hannover. Es erschien im Anschluss seine erste Single Grüß mir die Berge mit dem gleichnamigen darauf folgenden Album, auf dem auch bekannte Jodelklassiker mit eigenen Titel zu finden waren. Dieses Album machte ihn in den Medien bekannt. 1994 nahm Rudy Schneyder zusammen mit dem Komponisten und Texter Gerhard Degele die Single Der Country Jodler auf, wo er die traditionelle Verbindung zur Country-Music fand.
Dann folgten damit weitere Auftritte auf größeren Bühnen, CD-Produktionen, Rundfunkauftritte und weitere Fernsehsendungen wie volkstümliche Hitparade ZDF, Musikantenscheune, Achims Hitparade MDR. 1998 legte er sich den Künstlernamen Rudy Schneyder zu. 1998 erschien die Single Dort in der Wand, mit dem Album Dann geb ich einfach alles. 1999 unterschrieb er einen Dreijahresvertrag bei Gerig Musikverlage in Bergisch Gladbach. Mit seinem Produzenten Klaus Löhmer und Lutz Ilgner entstand die Single: Gott schütze unser Bayernland.
2002 entstand die Single Hey Country Lady. 2010 kreuzten sich Schneyders Wege mit dem japanischen Jodler Takeo Ischi. Ende 2011 nahmen sie im Studio eine CD mit zwei Jodelduetten auf. Beide Lieder bringen die Jodelstimmen von Takeo Ischi und Rudy Schneyder zur Geltung. 2016 produzierte Gerhard Mayer aus Österreich seine neue Solo-CD. 2022 produzierte Fredy Kirchner aus Hunderdorf mit FREDY K MUSIC den schönen Countryschlager Sag mir wie hell sind Sterne, mit diesen Song startet Rudy Schneyder erneut wieder als Solokünstler durch ins Jahr 2022.

### Diskographie
| Jahr/Veröffentlichung | Titel                                       | Single/Maxi-Single/Album |
| --------------------- | ------------------------------------------- | ------------------------ |
| 1991                  | Grüß mir die Berge                          | Debüt-Album/Polysound    |
| 1992                  | Grüß mir die Berge                          | Maxi-Single/SPV          |
| 1993                  | Grüß mir die Berge                          | Album/SPV                |
| 1995                  | Der Country-Jodler                          | Maxi-Single              |
| 1998                  | Der Country-Jodler Rudy Schneyder           | Maxi-Single              |
| 1998                  | Dann geb ich einfach alles                  | Album                    |
| 1999                  | Gott schütze unser Bayernland               | Maxi-Single              |
| 2002                  | Hey Country Lady                            | Maxi-Single              |
| 2012                  | High-Noon: Das Jodell-Duell mit Takeo Ischi | Maxi-Single              |
| 2016                  | Madonna bring Frieden                       | Single                   |
| 2022                  | Sag mir wie hell sind Sterne                | Single / FREDY K MUSIC   |